# Фуа, Максимильен Себастьен
Максимильен-Себастьен Фуа (фр. Maximilien Sébastien Foy; 3 февраля 1775 — 25 ноября 1825) — французский генерал эпохи Наполеоновских войн, граф.

## Биография

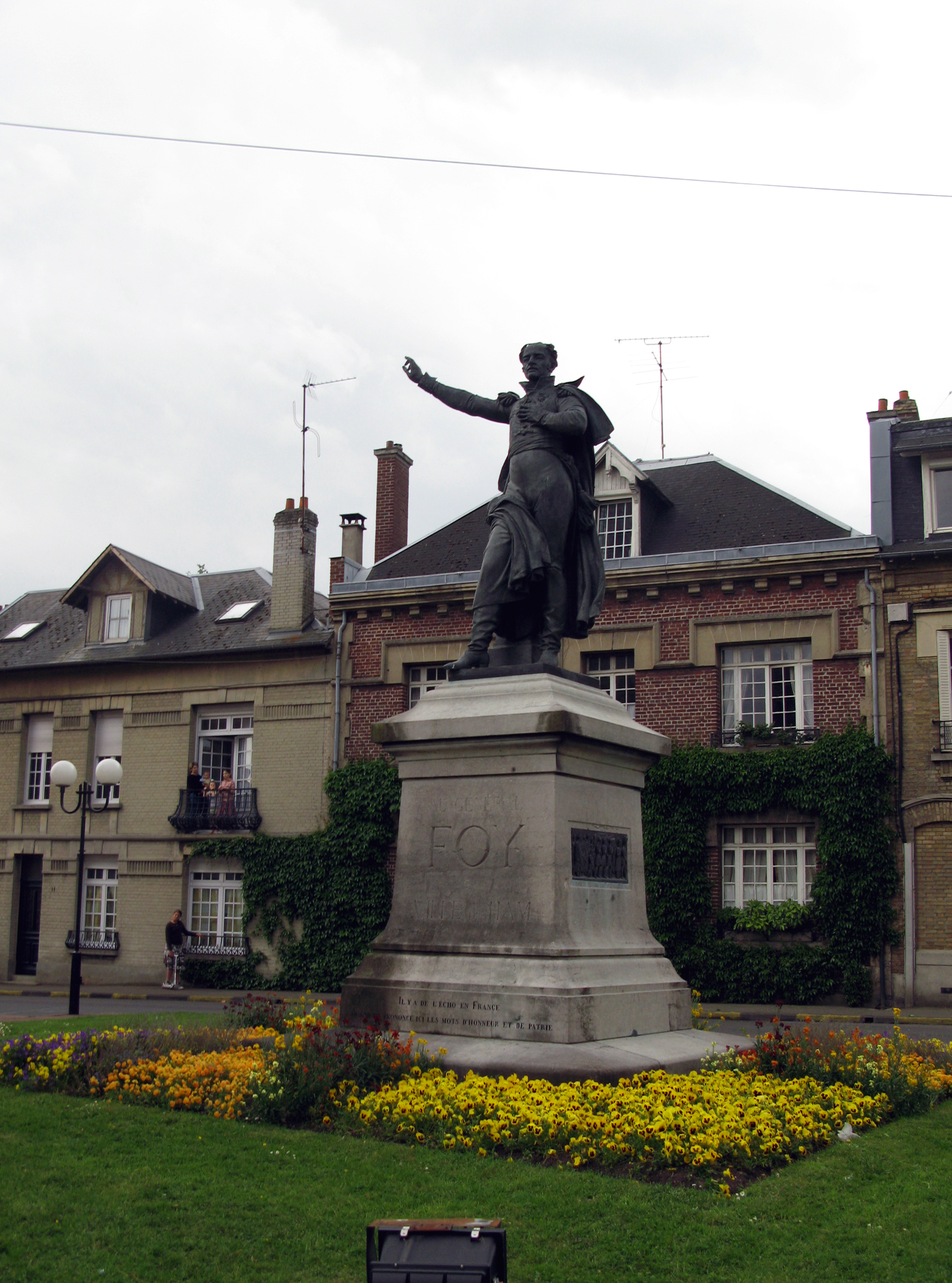
Памятник Фуа работы скульптора Эрнеста Иолле. Город Ам, департамент Сомма.

Родился в Аме, в Соммском департаменте, и 15-летним юношей поступил в артиллерийское училище в Ла-Фере, продолжил образование в Шалонской военной школе.
Приняв участие в войнах времён Великой Французской революции и отличившись решительностью и хладнокровием в походе Дюмурье в Нидерланды, молодой Фуа 1 марта 1792 года получил чин младшего лейтенанта в артиллерии; за отличие в сражении при Жемаппе он был произведён в лейтенанты и почти сразу же затем и в капитаны.
Откровенность, с которой Фуа говорил о бесчеловечности Робеспьеровской партии, едва ему не стоила головы; уже отдан был приказ предать его революционному трибуналу, но перемена правительства спасла его.
Продолжая службу в конной артиллерии, Фуа в 1795—1797 годах участвовал в походах Рейн-Мозельской армии, особенно отличился в сражении при Фридберге на Лехе и при защите гюннингенского тет-де-пона.
В 1798 году он состоял в войске, назначенном для высадки в Англию; несколько позже последовал за генералом Шауэнбургом в Швейцарию; сражался там под начальством Массена и многократно доказал свою неустрашимость при переправах через Лиммат.
В 1800 году Фуа был переведён в Рейнскую армию, но скоро откомандирован в Италию с корпусом Монсея и принял команду над отборными войсками в авангарде, за отличие в сражениях с русскими и австрийцами он был назначен генерал-адъютантом.
После Амьеньского мира, Фуа был назначен командиром 5-го конно-артиллерийского полка; в 1803 году начальствовал батареями, назначенными для прикрытия берега 16-го военного округа, и в следующем году был начальником артиллерийского штаба в Утрехтском лагере.
Во время похода 1805 года в Австрию, Фуа состоял в главной армии, а в 1806 году был начальником артиллерии корпуса, занимавшего Удине.
При начале войны России с Турцией Фуа был послан к султану Селиму III с поручением управлять защитой Дарданельского пролива против английского флота, где ему удалось отбить несколько атак на пролив; по возвращении же причислили к армии, отправленной в Португалию, где 3 сентября 1808 года после сражения при Вимиеро он получил чин бригадного, a в 1810 году дивизионного генерала.
Он командовал отдельными отрядам, действовавшими в Португалии и Испании; отличился в 1812 году в  битве при Саламанке, командовал дивизией, отвёл войска за реку Дуэро, а при вторичном наступлении маршала Сульта получил командование правым крылом.
В 1813 году Фуа действовал в Бискайе и рассеял тамошних партизан-герильясов. После несчастной для короля Жозефа битвы при Виттории 21 июня, собрал при Бергаре 20000 человек; и с этим сводным корпусом удачно сражался с испанцами и англичанами на левом фланге армии Веллингтона. Но в сражении при Толозе он вынужден был уступить превосходству сил английского генерала Грэма. Подкрепив гарнизон Сан-Себастьяна, Фуа отступил за Бидассоу, не оставив ни одного трофея в руках неприятеля.
В армии, которую маршал Сульт послал для освобождения Памплоны, он командовал левым крылом; потом участвовал во многих сражениях в Пиренеях и оставил театр войны лишь в феврале 1814 года, получив весьма тяжёлую рану.
Пожалованный в графское достоинство и орденом Почётного легиона, Фуа был назначен генерал-инспектором пехоты 14-го военного округа, и остался в этой должности по восшествии Бурбонов на французский престол; но при возвращении Наполеона с острова Эльбы, опять вступил в его службу.
В кампании 1815 года, Фуа командовал 9-й пехотной дивизией и в сражении при Ватерлоо получил свою 15-ю боевую рану. Heсмотря на это Людовик XVIII не изгнал Фуа с военной службы и не подверг его никакому преследованию, напротив, оставил его дивизионным командиром, а в начале 1819 года назначил генерал-инспектором пехоты 2-го и 16-го военных округов.
11 сентября 1819 года Фуа был избран депутатом в палату народных представителей, где его остроумные и язвительные речи сделали его опасным противником тогдашнего правительства Франции.
Генерал Фуа в конце своей жизни взялся писать большой труд о войне на Пиренейском полуострове, но не сумел закончить его. Опубликованы оказались только первые четыре части; завершить свой труд Фуа помешала смерть, наступившая 28 ноября 1825 года в Париже. Похоронен он был на кладбище Пер-Лашез, где ему был воздвигнут пышный памятник. Также его имя впоследствии было выбито на Триумфальной арке в Париже.